# موغيهيتو
موغيهيتو (麦人) (اسمه الحقيقي ماكوتو تيرادا (寺田誠 تيرادا ماكوتو)) هو مؤدي أصوات ياباني ولد في 8 أغسطس 1944 في موساشينو، طوكيو.
عمل سابقاً تحت الاسم المستعار موغيهيتو أماتشي (天地麦人 أماتشي موغيهيتو).

## أدواره في الأنمي

### مسلسلات أنمي تلفزيونية
- جنود السايبورغ - دكتور غيلمور
- ذا سول تيكر - دايغو توكيساكا
- نيغيما!؟ - الراوي
- ناتسو نو أراشي - الراوي
- غا-راي زيرو - ناراكو إيساياما
- باني بوني داش! - زعيم الفضائيين
- زوكو سايونارا زِتسبو سينسيه - والد ميرو أوتوناشي
- زان سايونارا زِتسبو سينسيه - والد ميرو أوتوناشي
- نيون جينيسيس إيفانجيليون - كيل لورنتس
- عندما تبكي النوارس - كينزو أوشيروميا
- كيشين تايسن جيجانتيك فورميولا - الرئيس ماكميلان
- كيكايشي - الراهب المسن
- أميرة القناديل - كييتشيرو كويبوتشي
- كانان - التوأم الأكبر
- إيوريكا سفن - برايا
- سبيس داندي - دكتور H
- طموحات أودا نوبونا - سايتو دوسان
- نادي ثانوية الوسيمين للدفاع عن الأرض LOVE! - وومبات، مانغان تاواراياما
- نادي ثانوية الوسيمين للدفاع عن الأرض LOVE!LOVE! - وومبات
- يوغي GX - كاجيمارو
- معرض الفن المزيف - نانزان ساكاكيبارا
- آيدولماستر - شيندو
- البدلة المتنقلة جاندام: أيتام الدم الحديدي - توجونوسكي ماكاناي

### أنمي الإنترنت
- نينجا سلاير فروم أنيميشن - ناراكو نينجا

### أوفا أنمي
- المعلم الساحر نيغيما!: عالم آخر - مدير أكاديمية ميرديانا للسحر
- مغامرة جوجو الغريبة - جاي غايل
- ليريا - بوتوبايا

### أفلام أنمي
- إيفانجيليون: الموت والبعث - كيل لورنتس
- نهاية إيفانجيليون - كيل لورنتس
- إيفانجيليون: 1.0 أنت (غير) وحيد - كيل لورنتس
- إيفانجيليون: 2.0 أنت (لا) تستطيع التقدم - كيل لورنتس
- إيفانجيليون: 3.0 أنت (لا) تستطيع الإعادة - كيل لورنتس

## أدواره في ألعاب الفيديو
- لوست أوديسي - روكسيان
- تيلز أوف إكسيليا - روين جاي إلبرت
- تيلز أوف إكسيليا 2 - روين جاي إلبرت
- سونيك لوست ورلد - المعلم زيك
- فيت/إكسترا - دان بلاكمور

## أدواره في الدبلجة اليابانية
- لوست - جون لوك

## وصلات خارجية
- موغيهيتو على موقع IMDb (الإنجليزية)
- موغيهيتو على موقع ألو سيني (الفرنسية)
- موغيهيتو على موقع ميوزك برينز (الإنجليزية)
- موغيهيتو على موقع قاعدة بيانات الأفلام السويدية (السويدية)
- موغيهيتو على موقع قاعدة بيانات الفيلم (الإنجليزية)
- موغيهيتو على موقع كينوبويسك (الروسية)
- موغيهيتو على موقع ANN person (الإنجليزية)